# NTT西日本
NTT西日本株式会社（エヌティティにしにほん、英: NTT WEST, Inc.）は、大阪府大阪市都島区に本社を置く、地域電気通信事業を業とする大手電気通信事業者。NTTの完全子会社で、NTTグループ主要8社の一つ。
日本電信電話株式会社等に関する法律（NTT法）に基づき、日本電信電話株式会社（現: NTT株式会社）の完全子会社として、西日本地域において地域電気通信事業を経営することを目的に、西日本電信電話株式会社（にしにっぽんでんしんでんわ、英: NIPPON TELEGRAPH AND TELEPHONE WEST CORPORATION）の商号で設立された株式会社（特殊会社）である。2025年7月1日に現商号に変更した。

## 概要

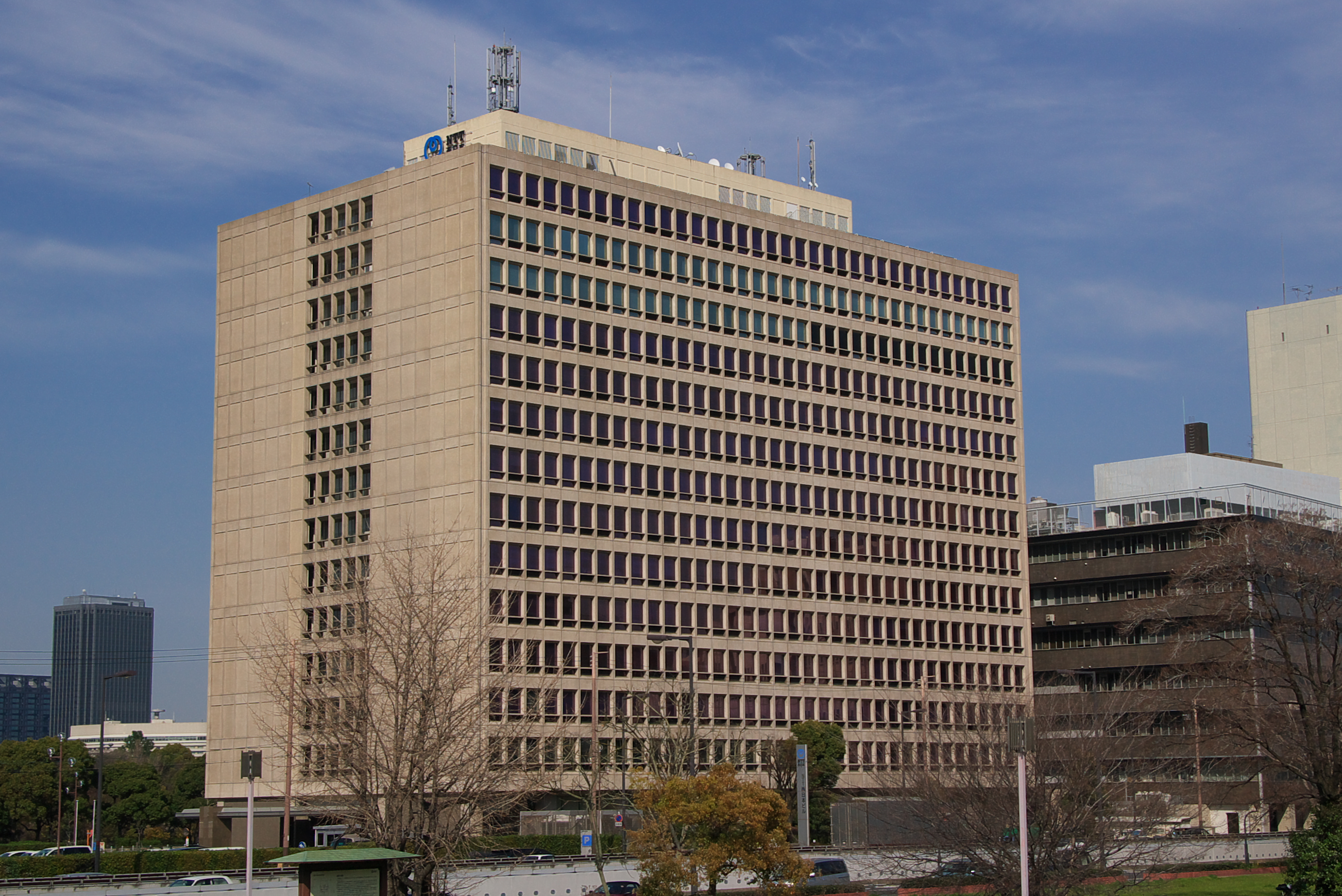
西日本電信電話 旧本社ビル(大阪市中央区馬場町)

1997年6月、日本電信電話（NTT）の再編成により、NTTは持株会社となり、地域会社2社と長距離会社に再編成され、1999年7月1日に西日本電信電話株式会社（通称: NTT西日本）が設立された（東日本についてはNTT東日本が管轄）。
「日本電信電話株式会社等に関する法律」（以下「会社法」、通称「NTT法」）により、持株会社は「地域会社が発行する株式の総数を保有し、地域会社による適切かつ安定的な電気通信役務の提供の確保と電気通信の基盤となる電気通信技術に関する研究を行う」とされ、西日本電信電話（NTT西日本）は日本電信電話（NTT）の100%出資会社となった。
企業キャッチフレーズは2019年7月より「あしたへ－with you, with ICT.」としている。以前は「“光”。ひろがる。ひびきあう。」を2003年より使用していた。
会社法により地域会社は「地域電気通信事業（同一都道府県の区域内における電気通信業務）を経営することを目的とする」とされ、会社法で定められた区域を業務区域としている。
- 業務区域 - 大阪府、和歌山県、京都府、奈良県、滋賀県、兵庫県、愛知県、静岡県、岐阜県、三重県、石川県、富山県、福井県、広島県、島根県、岡山県、鳥取県、山口県、愛媛県、香川県、徳島県、高知県、福岡県、佐賀県、長崎県、熊本県、大分県、鹿児島県、宮崎県、沖縄県および長野県のごく一部。

以上のように、業務区域はほぼ全域が西日本と中日本（甲信地方を除く）に属している府県の範囲に及ぶ。
地域会社（西日本電信電話）は、総務大臣の認可を受け、「会社法で定められた区域において行う地域電気通信業務（同一の都道府県の区域内における通信を他の電気通信事業者の設備を介することなく媒介することのできる電気通信設備を設置して行う電気通信業務をいう）」「地域会社の目的を達成するために必要な業務」「地域電気通信業務を営むものとされた都道府県の区域以外の都道府県の区域において行う地域電気通信業務」「地域電気通信業務を営むために保有する設備若しくは技術又はその職員を活用して行う電気通信業務その他の業務」を営むことができる。
これらの業務について総務大臣の認可が必要との特殊法人としての政府規制が残るが、役員の選任・解任、利益処分について総務省の認可が不要とされている。
当社発足後、NTTブランドの電話機端末などの販売元は東日本電信電話（NTT東日本）が担当しており、当社エリアで販売される機種についてはNTT東日本から供給を受けている形をとっている。
NTTグループのCI刷新に伴い、2025年7月1日にNTT西日本株式会社に商号変更した。

## 沿革
- 1999年（平成11年）7月1日 - 西日本電信電話株式会社（通称: NTT西日本）として会社設立。
- 2022年（令和4年）
  - 1月4日 - 大阪市中央区馬場町3番15号から現在地に本社を移転[4]。
  - 3月24日 - オープンイノベーション拠点「QUINTBRIDGE（クイントブリッジ）」稼働[5]。
- 2025年（令和7年）7月1日 - NTT西日本株式会社（英: NTT WEST, Inc.）に商号変更[3]。

## 組織

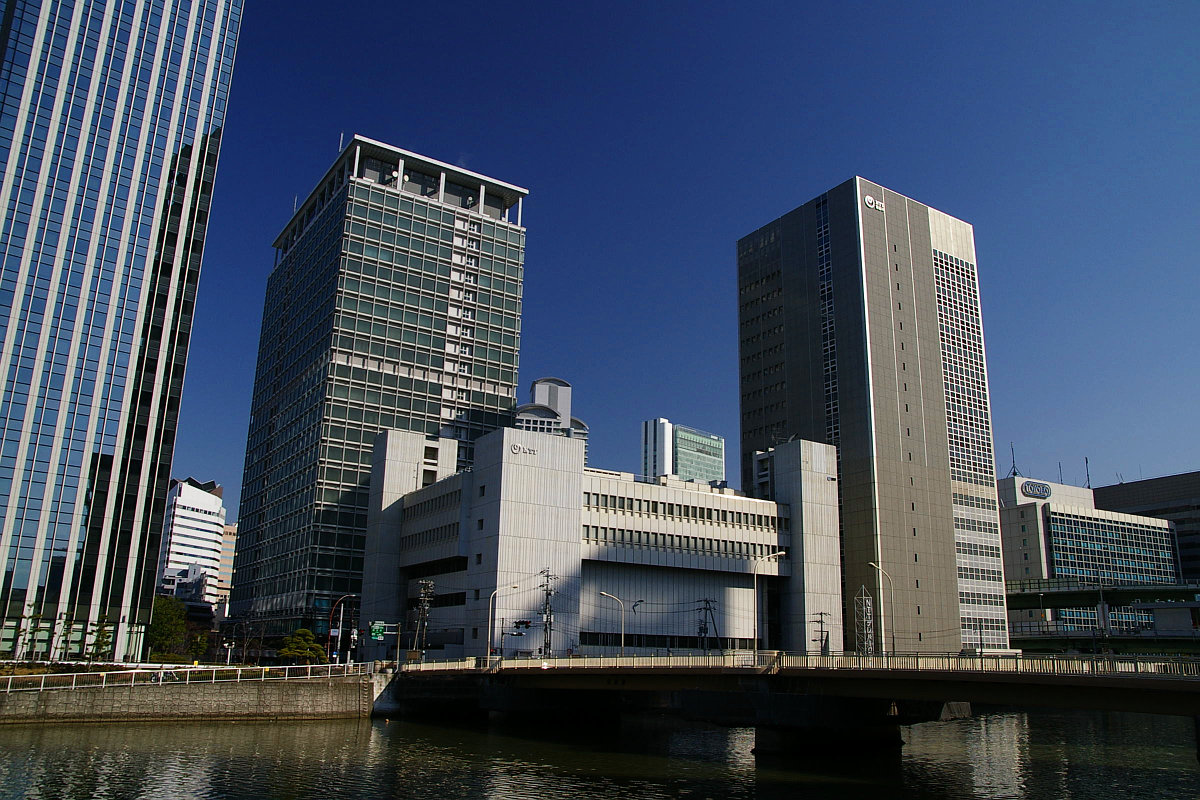
テレパーク堂島第二ビル

組織は設立後、度々変更されており、1999年の設立時は、本社内組織と業務区域内に16支店を置く体制であった。現在は、本社組織と6地域事業本部33支店体制である。
- 本社
  - ビジネス営業本部、設備本部、デジタル改革推進部、経営企画部、財務法務部、総務人事部、技術革新部、情報セキュリティ推進部
- 地域事業部、支店
  - 関西事業本部
    - 大阪支店、大阪東支店、大阪南支店、和歌山支店、京都支店、奈良支店、滋賀支店、兵庫支店

  - 東海事業本部
    - 名古屋支店、静岡支店、岐阜支店、三重支店

  - 北陸事業本部
    - 金沢支店、富山支店、福井支店

  - 中国事業本部
    - 広島支店、島根支店、岡山支店、鳥取支店、山口支店

  - 四国事業本部
    - 愛媛支店、香川支店、徳島支店、高知支店

  - 九州事業本部
    - 福岡支店、北九州支店、佐賀支店、長崎支店、熊本支店、大分支店、鹿児島支店、宮崎支店、沖縄支店

## 事業内容
業務区域における同一府県内完結の市外通話および市内通話などの固定電話サービス、ならびにIP網サービス（フレッツ）等の地域電気通信事業行っている。
- 電気通信業務
  - 音声伝送サービス - 一般加入電話、音声利用IP通信網サービス等
  - データ伝送サービス - IP通信網サービス、LAN型通信網サービス等
  - 専用サービス - 高速ディジタル伝送サービス、ATM専用サービス等
  - 電報サービス
- 附帯業務・目的達成業務 - 電話機などの販売、電気通信コンサルティング等

## 事業者識別番号
西日本電信電話の事業者識別番号は「0039」。

## 営業エリア
事業地域は必ずしも行政上の地域と一致しない。詳細は例外等を参照のこと。
| 事業本部 | 支店       | 事業地域                                              | 対象市外局番                                                                       |
| -------- | ---------- | ----------------------------------------------------- | ---------------------------------------------------------------------------------- |
| 北陸     | 金沢支店   | 石川県                                                | 076-2、0761、0767、0768                                                            |
| 北陸     | 富山支店   | 富山県                                                | 076-4、0763、0765、0766                                                            |
| 北陸     | 福井支店   | 福井県                                                | 0776、0778、0779、0770                                                             |
| 東海     | 名古屋支店 | 愛知県、 岐阜県・三重県の各一部                       | 052、0531～0533、0536、056x、0586、0587                                            |
| 東海     | 静岡支店   | 静岡県                                                | 053、0537～0539、054、054x、055-9、0557、0558、0550                                |
| 東海     | 岐阜支店   | 岐阜県、長野県の一部                                  | 057x、058-2、058-3、0581、0584、0585                                               |
| 東海     | 三重支店   | 三重県                                                | 059、059x                                                                          |
| 関西     | 大阪支店   | 大阪府の一部                                          | 06の一部、072-6、072-7の一部                                                       |
| 関西     | 大阪東支店 | 大阪府の一部                                          | 06の一部、072-3(0、8、9)、072-8、072-9、0721                                       |
| 関西     | 大阪南支店 | 大阪府の一部                                          | 072-2、072-3(1～7)、072-4、0725                                                    |
| 関西     | 和歌山支店 | 和歌山県                                              | 073-4、0735～0739                                                                  |
| 関西     | 奈良支店   | 奈良県、京都府の一部                                  | 0742～0747                                                                         |
| 関西     | 京都支店   | 京都府、大阪府の一部                                  | 075、0771～0774                                                                    |
| 関西     | 滋賀支店   | 滋賀県                                                | 077-5、0748、0749、0740                                                            |
| 関西     | 兵庫支店   | 兵庫県                                                | 06の一部、072-7の一部、078、079-2、079-3、079-4、079-5、079-6、0790、0791、0794～9 |
| 中国     | 広島支店   | 広島県                                                | 082(2、5、8、9)、082-4、0823、0824、0826、0829、084-9、0845～8、08477              |
| 中国     | 山口支店   | 山口県、広島県の一部                                  | 083-2、083-6、083-7、083-9、0833～8、08387、08388、08396、0820、0827               |
| 中国     | 島根支店   | 島根県                                                | 0851x、0852～0856                                                                  |
| 中国     | 鳥取支店   | 鳥取県                                                | 0857～0859                                                                         |
| 中国     | 岡山支店   | 岡山県                                                | 086-2、086-4、086-5、086-6、086-8、086-9、0863、0865～9、08636、08699              |
| 四国     | 香川支店   | 香川県                                                | 087-8、0875、0877、0879                                                            |
| 四国     | 徳島支店   | 徳島県                                                | 088-6、0883～0885                                                                  |
| 四国     | 高知支店   | 高知県                                                | 088-8、0887、0889、0880                                                            |
| 四国     | 愛媛支店   | 愛媛県                                                | 089-9、0892～8                                                                     |
| 九州     | 福岡支店   | 福岡県南・西部 佐賀県・熊本県・大分県・長崎県の各一部 | 092、0920、0942～0944、0946                                                        |
| 九州     | 北九州支店 | 福岡県北・東部                                        | 093、0930、0947～0949                                                              |
| 九州     | 佐賀支店   | 佐賀県、長崎県の一部                                  | 0952、0954、0955                                                                   |
| 九州     | 長崎支店   | 長崎県の一部                                          | 095-8、0956、0957、0959、0950                                                      |
| 九州     | 熊本支店   | 熊本県                                                | 096、096x                                                                          |
| 九州     | 大分支店   | 大分県、福岡県の一部                                  | 097、097x                                                                          |
| 九州     | 宮崎支店   | 宮崎県、鹿児島県の一部                                | 0982～0987                                                                         |
| 九州     | 鹿児島支店 | 鹿児島県                                              | 099、099x                                                                          |
| 九州     | 沖縄支店   | 沖縄県                                                | 098-8、098-9、0980                                                                 |

### 例外等
事業地域の扱いは、行政上の地区と異なる場所がある。
一方で、市外局番や通話料金の算出が地元の他地域とは異なるが、事業地域は地元扱いとなるケースもある。
| 例外地域 | 例外地域 | 市外局番             | 管轄支店         | 管轄MA           |
| -------- | --- | -------------------- | ---------------- | ---------------- |
| 富山県   | 中新川郡立山町芦峅寺ブナ坂外の一部                                                                                 | 0261                 | NTT東日本 長野   | NTT東日本 大町   |
| 石川県   | 羽咋市菅池町の一部・羽咋郡宝達志水町沢川                                                                           | 0766                 | 富山             | 高岡             |
| 長野県   | 木曽郡南木曽町吾妻の一部・田立                                                                                     | 0573(60 - 89)        | 岐阜             | 中津川           |
| 岐阜県   | 各務原市川島地区                                                                                                   | 0586                 | 名古屋           | 一宮             |
| 岐阜県   | 大野郡白川村小白川                                                                                                 | 0763                 | 富山             | 福野             |
| 静岡県   | 熱海市泉 | 0465                 | NTT東日本 神奈川 | NTT東日本 小田原 |
| 静岡県   | 裾野市茶畑の一部                                                                                                   | 0460(80 - 89)        | NTT東日本 神奈川 | NTT東日本 小田原 |
| 三重県   | 桑名郡木曽岬町 | 0567                 | 名古屋           | 津島             |
| 三重県   | 伊賀市白樫の一部・名張市葛尾の一部                                                                                 | 0743                 | 奈良             | 奈良             |
| 三重県   | 熊野市紀和町小船、花井、楊枝および和気・南牟婁郡紀宝町                                                             | 0735                 | 和歌山           | 新宮             |
| 京都府   | 京都市伏見区醍醐一ノ切町、醍醐二ノ切町および醍醐三ノ切                                                             | 077                  | 滋賀             | 大津             |
| 京都府   | 京都市西京区大原野出灰町                                                                                           | 072                  | 大阪             | 茨木             |
| 京都府   | 八幡市岩田大谷および内里大谷の一部                                                                                 | 072                  | 大阪東           | 寝屋川           |
| 京都府   | 相楽郡笠置町・南山城村                                                                                             | 0743                 | 奈良             | 奈良             |
| 大阪府   | 四條畷市上田原の一部、下田原の一部、田原台、緑風台およびさつきヶ丘                                                 | 0743                 | 奈良             | 奈良             |
| 大阪府   | 東大阪市山手町の一部、東豊浦町の一部および上石切町の一部                                                           | 0743                 | 奈良             | 奈良             |
| 大阪府   | 三島郡島本町 | 075                  | 京都             | 京都             |
| 大阪府   | 和泉市父鬼町の一部                                                                                                 | 0736                 | 和歌山           | 和歌山橋本       |
| 兵庫県   | 尼崎市・伊丹市稲野、車塚、下河原、西桑津および森本の一部                                                           | 06                   | 大阪             | 大阪             |
| 兵庫県   | 上記以外の伊丹市・宝塚市長尾台、花屋敷荘園、花屋敷つつじガ丘、花屋敷松ガ丘、雲雀丘、雲雀丘山手およびふじガ丘の一部 | 072                  | 大阪             | 池田             |
| 兵庫県   | 川西市 | 072                  | 大阪             | 池田             |
| 兵庫県   | 川辺郡猪名川町 | 072                  | 大阪             | 池田             |
| 奈良県   | 御所市高天の一部                                                                                                   | 0721                 | 大阪東           | 富田林           |
| 奈良県   | 吉野郡十津川村竹筒・七色                                                                                           | 0735                 | 和歌山           | 新宮             |
| 奈良県   | 吉野郡十津川村上湯川の一部・杉清の一部                                                                             | 0739                 | 和歌山           | 田辺             |
| 奈良県   | 宇陀郡御杖村神末の一部                                                                                             | 059                  | 三重             | 津               |
| 和歌山県 | 新宮市熊野川町嶋津・東牟婁郡北山村小松                                                                             | 0597                 | 三重             | 熊野             |
| 島根県   | 邑智郡邑南町上田の一部                                                                                             | 0824(40～69)         | 広島             | 三次             |
| 島根県   | 邑智郡邑南町上田の一部                                                                                             | 0826(40～59)         | 広島             | 安芸吉田         |
| 広島県   | 大竹市 | 0827(20～50・52～99) | 山口             | 岩国             |
| 福岡県   | 豊前市・築上郡吉富町ならびに上毛町                                                                                 | 0979                 | 大分             | 中津             |
| 佐賀県   | 鳥栖市・三養基郡（上峰町を除く）                                                                                   | 0942                 | 福岡             | 久留米           |
| 熊本県   | 荒尾市の一部（下井手・上井手の各一部）                                                                             | 0944                 | 福岡             | 瀬高             |
| 大分県   | 日田市の一部（前津江町柚木地区・旧前津江村）                                                                       | 0943(70～89)         | 福岡             | 田主丸           |
| 長崎県   | 壱岐市 | 0920(30～49)         | 福岡             | 郷ノ浦           |
| 長崎県   | 対馬市下対馬 | 0920(50～69)         | 福岡             | 厳原             |
| 長崎県   | 対馬市上対馬 | 0920(70～89)         | 福岡             | 対馬佐賀         |
| 長崎県   | 松浦市福島町・鷹島町                                                                                               | 0955(20～49)         | 佐賀             | 伊万里           |
| 鹿児島県 | 曽於市末吉町・財部町                                                                                               | 0986                 | 宮崎             | 都城             |

富山県はNTT西日本エリアであるが、中新川郡立山町芦峅寺ブナ坂外に位置する黒部ダム付近の地域は隣接の長野県大町市から電話線を引いている関係上、例外的にNTT東日本エリアとなっている。同様に静岡県もNTT西日本エリアであるが、熱海市泉（全域）と裾野市茶畑の一部は例外的にNTT東日本エリアとなっている。なお静岡県については、東西分割の検討段階でNTT東日本の営業エリアに組み込む検討もされたが、愛知県と同じNTT東海支社のエリアであった事や、東西地域会社間で利用者数や資産規模などを均一に揃えるという意図からNTT西日本の営業エリアとされた経緯がある。ただしNTT西日本エリアである静岡県田方郡函南町にはNTT東日本伊豆病院が存在する。逆にNTT東日本エリアである長野県については、木曽郡南木曽町吾妻の一部と田立では、越境合併が行われた歴史的経緯もあり、岐阜県中津川市より電話線が引かれていることでNTT西日本エリアとなっている。

## グループ会社
- NTT西日本ビジネスフロント
- NTTビジネスソリューションズ
- NTTスマートコネクト
  - ハッチ・エンタテインメント

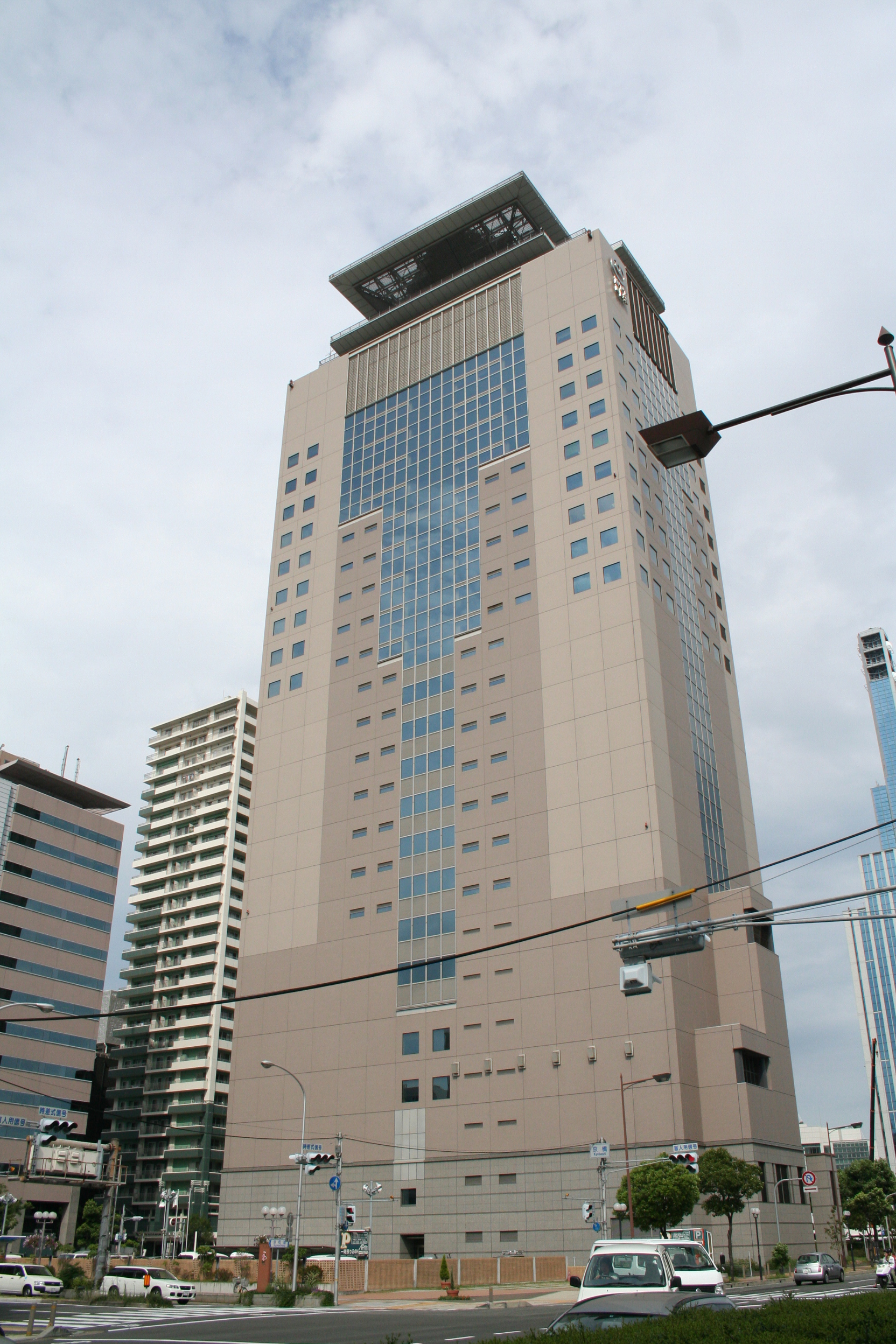
NTT西日本神戸支店

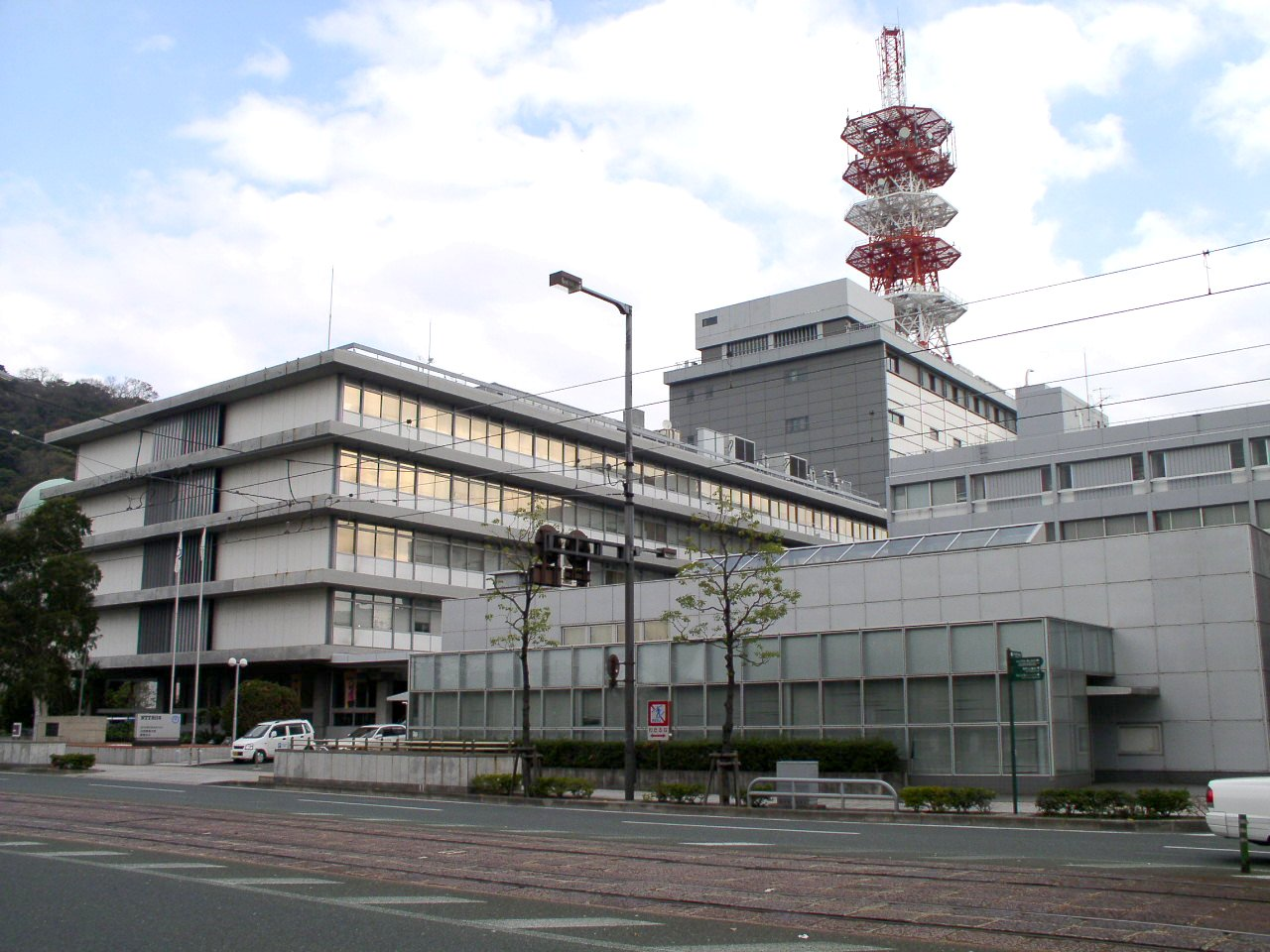
NTT西日本 愛媛支店 本棟ビル（2008年12月）

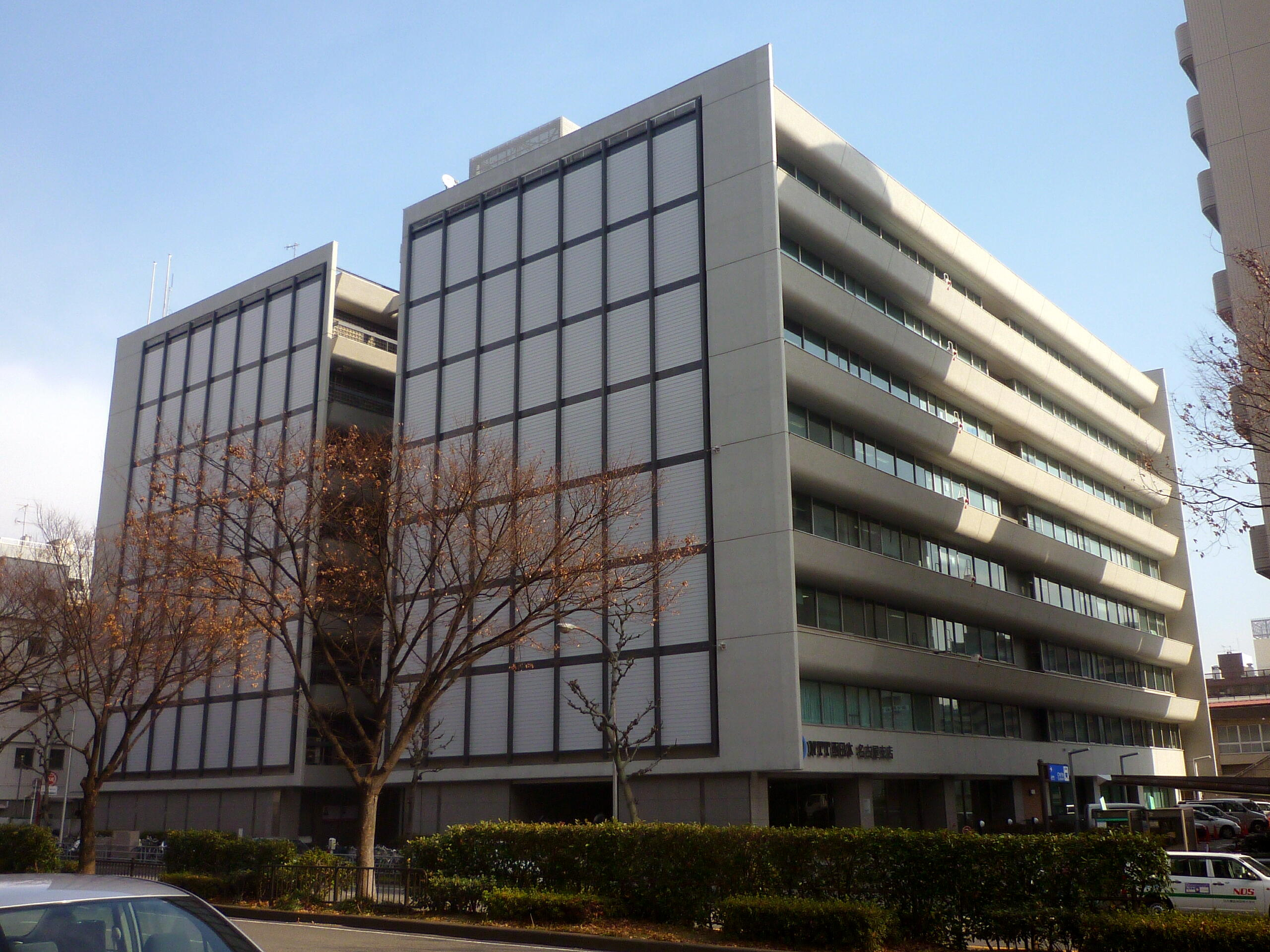
NTT西日本名古屋支店

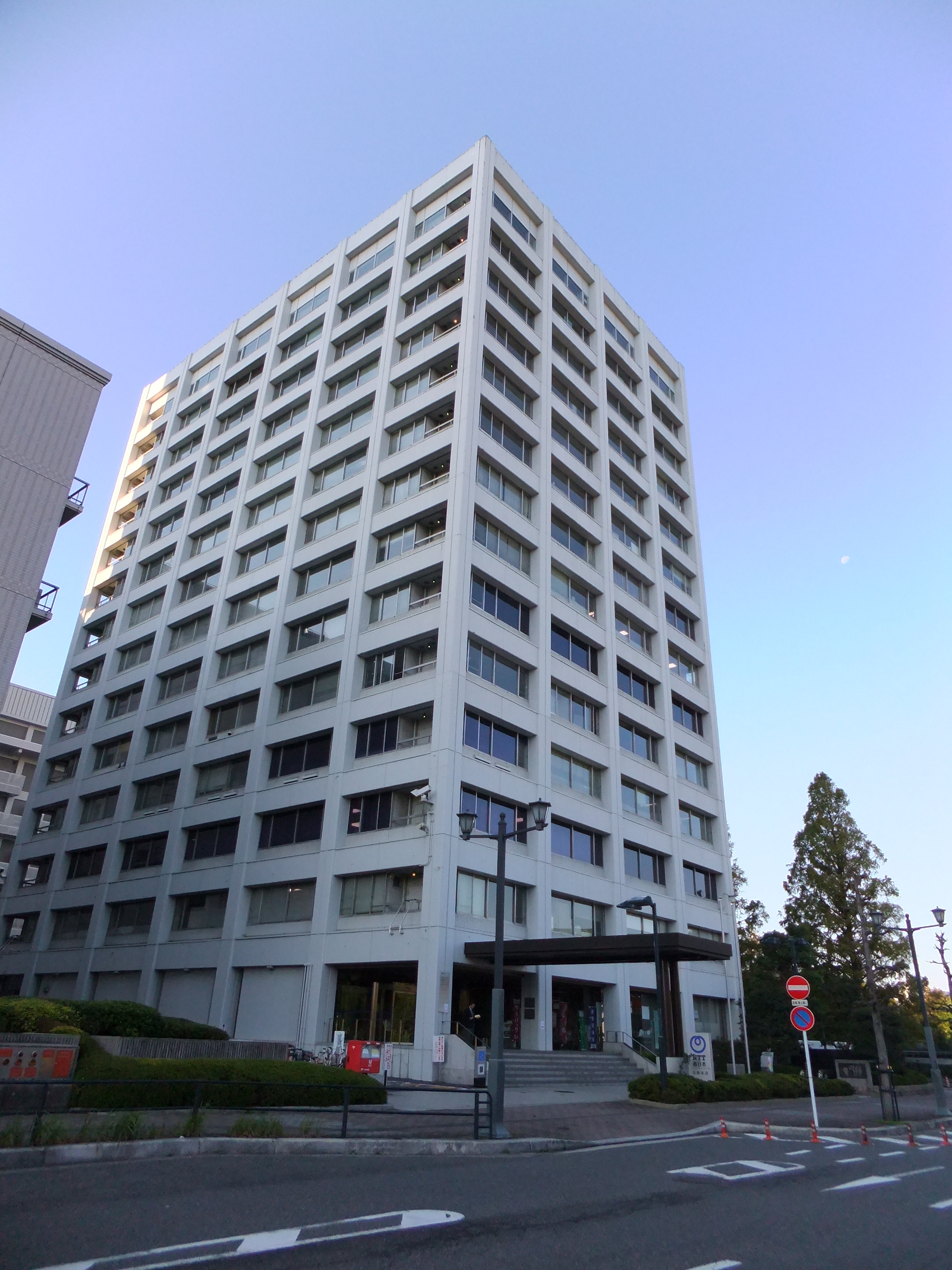
NTT西日本広島支店

    - 合弁相手のエイベックス・マーケティングと合併して消滅。
- NTTソルマーレ
- NTTマーケティングアクト
- NTTフィールドテクノ
- テルウェル西日本

ほか多数

### 消滅したグループ会社
- NTT西日本-関西（大阪市中央区）
- NTT西日本-みやこ（京都市中京区）
- NTT西日本-兵庫（兵庫県神戸市中央区）
- NTT西日本-東海（愛知県名古屋市中区）
  - NTT西日本-静岡（静岡市葵区）
  - NTT西日本-岐阜（岐阜市）
  - NTT西日本-三重（三重県津市）

以上NTT西日本-東海に統合。
- NTT西日本-北陸（石川県金沢市）
- NTT西日本-中国（広島市中区）
  - NTT西日本-東中国（岡山市）
  - NTT西日本-山口（山口市）

以上NTT西日本-中国に統合。
- NTT西日本-四国（愛媛県松山市）
- NTT西日本-九州（福岡市博多区）
  - NTT西日本-中九州（熊本市）
  - NTT西日本-南九州（鹿児島市）
  - NTT西日本-沖縄（浦添市）

以上NTT西日本-九州に統合。
- NTT西日本-東海アイティメイト
- NTT西日本-中国アイティメイト
- NTT西日本-四国アイティメイト
- NTT西日本-九州アイティメイト
- NTT西日本-関西アイティメイト
- NTT西日本-北陸アイティメイト
- NTTホームテクノ株式会社（NTTフィールドテクノの前身）
- NTTネオメイト（NTTフィールドテクノに吸収合併）

## 関連施設

### 医療機関
以前は西日本・東海エリアの旧逓信病院から引継ぎ、以下の企業立病院を運営していた。
現在は以下の通りすべて他の医療法人に移管されている。（一方、NTT東日本では今でも複数の企業立病院を運営しており、NTTグループ関係者以外でも利用できるようになっている。）

#### かつてNTT西日本が運営していた企業立の病院・診療所
- NTT西日本東海病院 - 大須病院に改称
- NTT西日本金沢病院 - 恵寿金沢病院に改称。
- NTT西日本京都病院 - 洛和会東寺南病院に改称。
- NTT西日本大阪病院 - 第二大阪警察病院に改称。
- NTT西日本高松診療所 - オリーブ高松メディカルクリニックに改称。
- NTT西日本松山病院 - 松山まどんな病院に改称。
- NTT西日本九州病院 - くまもと森都総合病院に改称。のちに建物は別の場所に新築移転により解体済み。
- NTT西日本長崎病院 - 長崎あじさい病院に改称したが、のちに系列病院と統合により廃院。

### 歴史的建造物
大正期以降に竣工された逓信建築が各地に現存している。
- 門司電気通信レトロ館 - 福岡県北九州市門司区浜町にある歴史的建造物。NTTの電話機等を展示する企業博物館になっている。
- 新風館 - 旧京都中央電話局跡で、現在は改装され、京都の流行発信基地となっている。
- NTT西日本十日市ビル - 広島県広島市中区西十日市町にある電話交換機収容棟。広島市への原子爆弾投下で被害を受けた、現存する被爆建物の一つ。
- NTT西日本九州病院 - 旧熊本逓信病院。熊本県熊本市。その後、別の医療法人に売却され使用されていたが、2017年に別の場所に移転したため、建物は解体された。

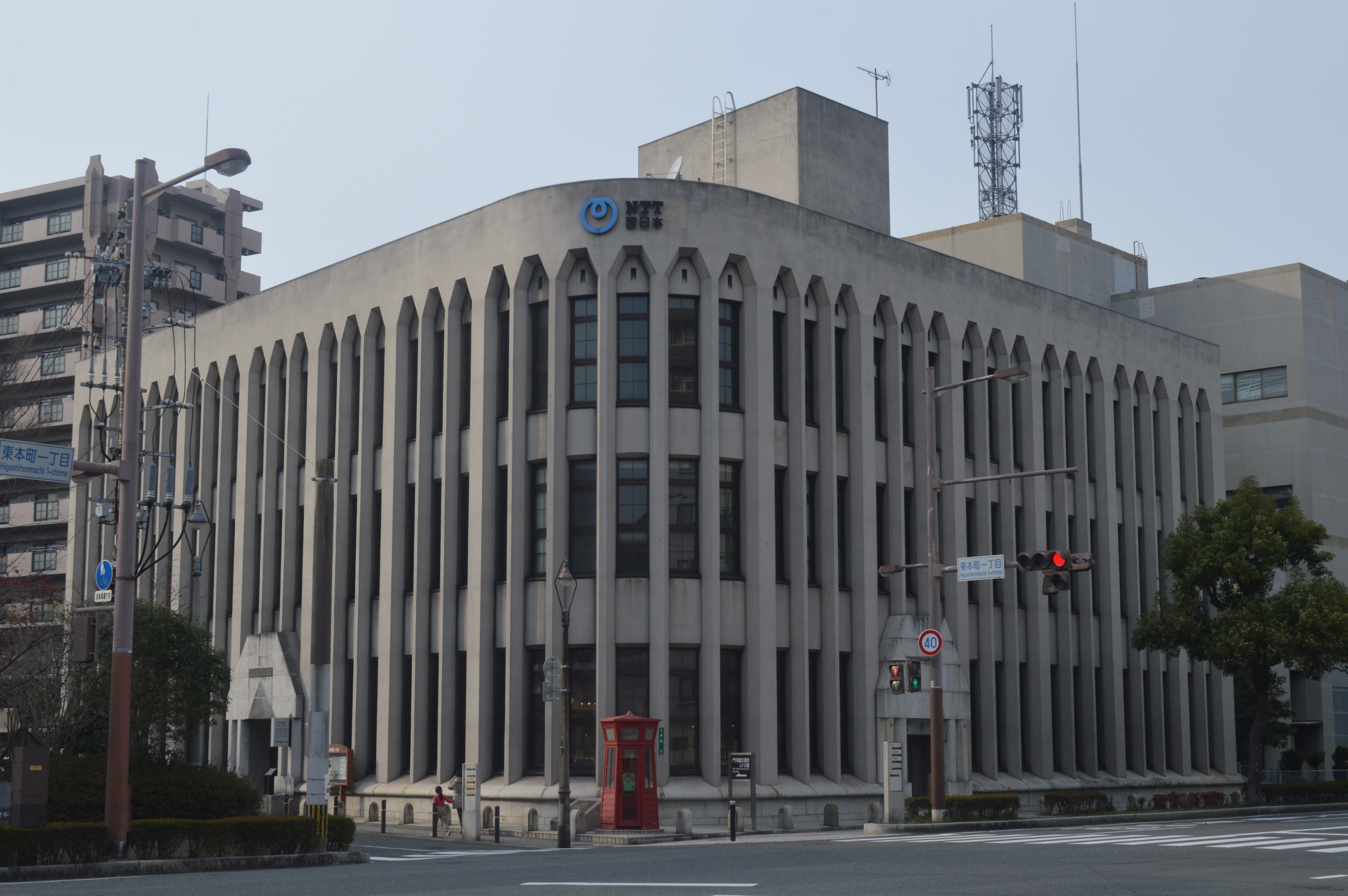
門司電気通信レトロ館
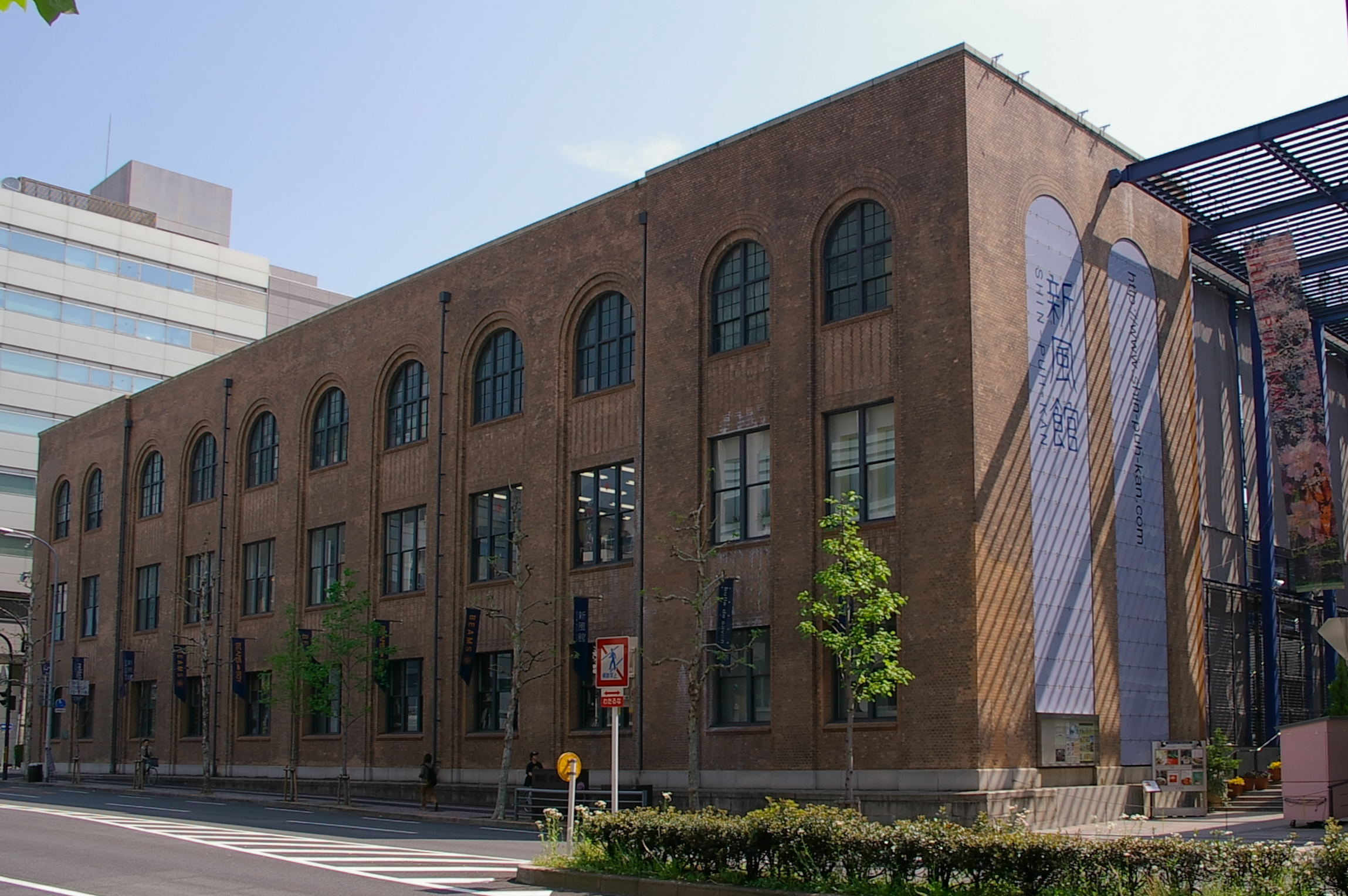
新風館
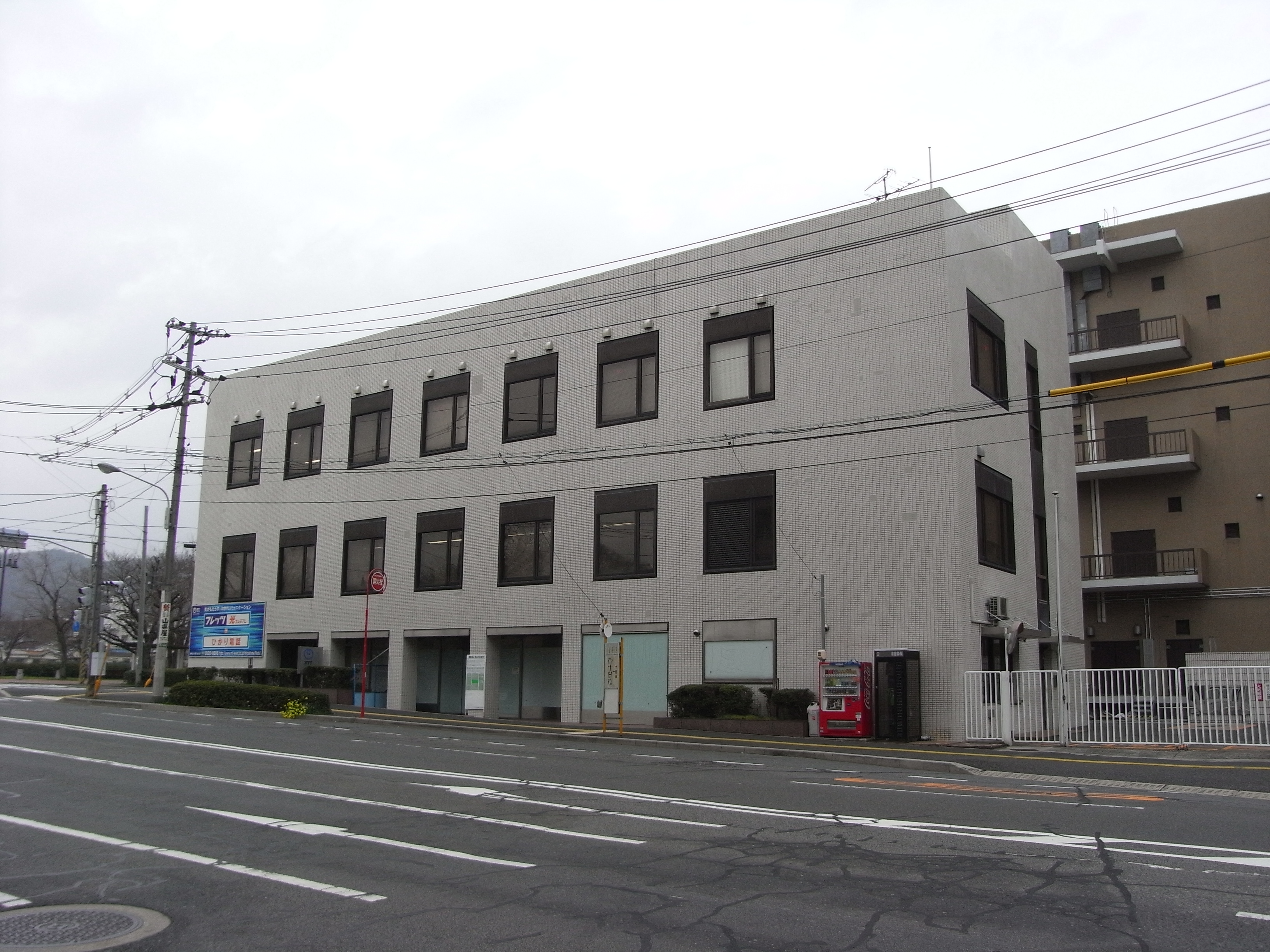
NTT西日本十日市ビル
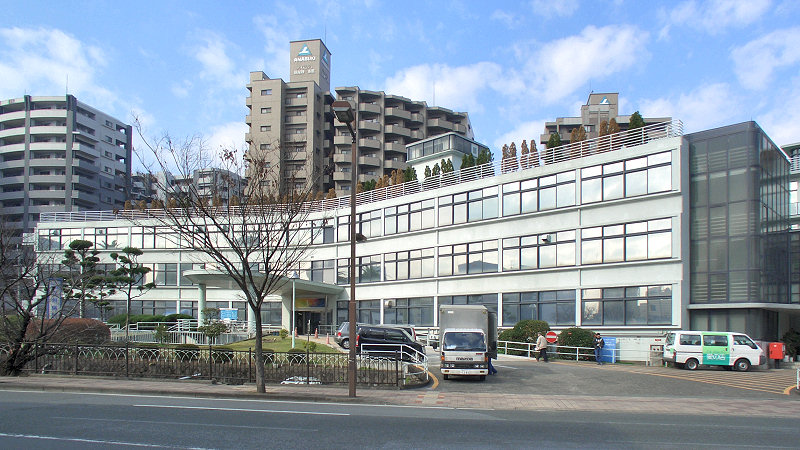
NTT西日本九州病院（現在は解体済み）

以下の建築物は、NTT西日本が不動産として保有したまま、婚礼プロデュース・レストラン経営会社のノバレーゼと賃貸契約を締結。ノバレーゼがリノベーションを施したうえで、「モノリス」というブランドの結婚式場を運営している。
- 芦屋モノリス - 兵庫県芦屋市。1929年（昭和4年）に逓信省芦屋別館（電話交換所）として建築。電電公社 → NTT →NTT西日本の芦屋別館などで利用された後に、2003年（平成15年）10月でいったん閉鎖した。閉鎖後に、リノベーションを経て、「芦屋モノリス」として営業。2011年（平成23年）には、ロングライフビル推進協会から「第20回BELCA賞」（ロングライフ部門）を授与されている。
- 姫路モノリス - 兵庫県姫路市。1930年（昭和5年）に逓信省姫路電信局別館として建築。電電公社 →　NTT　→ NTT西日本の兵庫支店姫路2号館として利用した後に、2007年（平成19年）3月でいったん閉鎖した。閉鎖後に、リノベーションを経て「姫路モノリス」として営業。

## テレビCM
テレビCMの放映はNTT西日本エリア内のみだが、インターネットを通じて日本全国で視聴できる。ちなみに、従来はテレビCMの最後に流れるサウンドロゴでは、企業名の「NTT西日本」ではなく、企業キャッチフレーズの「“光”。ひろがる。ひびきあう。」を読み上げていた。しかし、2007年11月からは、NTT東日本と同様に企業名を読み上げるスタイルへ変更されている。
主な出演者
- イチロー - NTT東日本およびNTTグループのCMにも出演。CM内容はそれぞれ異なる。

過去の出演者
- 長澤まさみ
- 西田敏行
- 浅野ゆう子
- クルム伊達公子
- 豊川悦司
- 石井正則
- 井上真央
- 小栗旬
- 中村玉緒
- 間寛平
- 竹中直人
- ドラえもん

「フレッツ光CMシリーズ」では、「もしかしてだけど」（どぶろっく、2013年版CM）や「夢想花」（円広志、2014年版CM）の歌詞の一部を変えたうえで、本人が歌う音源をCMソングとして流している。ただし、どぶろっくや円は、CMの本編に登場していない。

## テレビ提供番組
全国ネットの提供番組についてはNTT東日本#提供番組を参照。
ローカル提供番組
- よんチャンTV（毎日放送） 月（番組18時台後半パート18:30 - 18:55頃）
- 報道特集（毎日放送) 土（番組前半パート17:30 - 17:49頃）
- かんさい情報ネットten.（読売テレビ）水（番組18時台18:20頃 - 18:50頃）
- Live News イット!（関西テレビ）土（番組前半パート17:30-17:49頃）

かつての提供番組
- ICHIRO-VERSUS（読売テレビ） 土（22:54-23:00）- 一社提供

## スポーツ
電電公社時代から電気通信局や電気通信部當の部活動として様々なスポーツ団体（硬式野球部（中国他）、陸上競技部（中国他）、ラグビー部（大阪他）、男子バレーボール部（名古屋他）、女子バレーボール部（神戸）等）が存在していた。1999年（平成11年）に日本電信電話の再編成時、全国11支社に存在していたスポーツ団体も過去の実績などを基に統廃合されることになった。統合の対象とならなかった団体は同好会、クラブチームなどの形で活動、あるいは休廃部していった。
現在は、下記のスポーツ団体を「シンボルチーム」あるいは特定の個人を「個別認定選手」として西日本電信電話でサポートしている。

### シンボルチーム
- NTT西日本硬式野球部（大阪）
  - 硬式野球は、NTT東海（名古屋市）、NTT北陸（金沢市）、NTT関西（大阪市）、NTT中国（広島市）、NTT四国（松山市）、NTT九州（熊本市）の6チームを統合しNTT西日本硬式野球部となった。
- NTT西日本陸上競技部（大阪）
  - 2002年（平成14年）に活動を休止したが、2004年（平成16年）にNTT西日本のシンボルチームとして同好会、クラブチーム等の形で競技を継続していた選手を集め、大阪で活動を再創部された。
- 個別認定選手（ソフトテニス）
  - NTT西日本所属のソフトテニス部（広島）で活動しているソフトテニストップ選手（日本代表）を個別認定選手として認定し、支援している。

### NTT西日本内のスポーツチームを母体に生まれたチーム
以下は、日本電信電話の再編成時の過程の中で、NTT西日本内のスポーツチームを母体に生まれたチーム、あるいは途中で休廃部したチームある。
- 野球
  - 信越硬式野球クラブ - NTT信越硬式野球クラブをクラブチーム化。
  - NTT西日本名古屋野球クラブ
  - NTT西日本中国野球クラブ
  - NTT四国硬式野球部
  - NTTグループ九州野球クラブ
- サッカー
  - ロアッソ熊本 - NTT西日本熊本サッカー部を母体としてプロ化。
  - ベンターナAC - NTT西日本四国サッカー部をクラブチーム化。
  - NTT西日本京都サッカー部 - 京都を拠点とした男子サッカー部。最高でJSL2部所属。
- バレーボール
  - NTT西日本レグルス - NTT東海男子バレーボール部をシンボルチーム化。最高でVリーグ（現在のプレミアリーグ）所属。
  - NTT西日本女子バレーボール部 - NTT神戸女子バレーボール部をシンボルチーム化。最高でV1リーグ（現在のチャレンジリーグ）所属。
  - NTT西日本大阪男子バレーボール部 - 大阪を拠点とした男子バレーボール部。後にOBが中心となって「阪神デルフィーノ」を創設する。
  - NTT西日本中国バレーボール部 - 広島を拠点とした男子バレーボール部。最高でV1リーグ所属。
- ラグビー
  - スネイルズ - 旧NTT西日本ラグビー部。2022年にトップウェストBを脱退[8]。

## キャラクター
フレッツ光の公式サイトのキャラクターとしてナビットさん、コンシェルジュキャラクターとして西野ひかりがいる。  

## 不祥事
- 2022年10月6日、広島県教育委員会・広島市が発注した学校用パソコンを巡る談合事件で、公正取引委員会はNTT西日本等計11社に排除措置命令を出した[9]。
- 2023年5月24日、総務省は同年4月にNTT東日本・NTT西日本で発生した通信障害に対し、電気通信事業法に基づく行政指導を行った[10]。
- 2023年10月17日、子会社のNTTビジネスソリューションズの元派遣社員が900万件を超える個人情報を不正流出させたことが発表された[11]。2024年2月29日、個人情報を不正に流出させた問題の責任をとって、森林正彰社長は、3月末で退任する意向を明らかにした[12]。